# Meowth
Meowth (ニャース Nyāsu?) es un personaje de ficción de la franquicia Pokémon de Nintendo y Game Freak. Creado por Ken Sugimori, aparece por primera vez en los videojuegos Pokémon rojo y Pokémon azul. Meowth es uno de los Pokémon más populares, debido al papel de un Meowth individual en el anime de Pokémon. Este Meowth, propiedad del Team Rocket, es uno de los pocos Pokémon que puede hablar en lenguaje humano.

## Descripción
Meowth tiene el diseño de un gato, con pelaje color crema, y tiene las patas y la punta de la cola marrones. Tiene bigotes, orejas negras y marrones y un amuleto de oro en la cabeza. Meowth pasa la mayor parte del día durmiendo y camina por las calles de la ciudad por la noche. Vuelven a poner sus garras en sus patas, para que puedan moverse sin ruido y no dejen huellas. Meowth ama los objetos redondos, así como las cosas brillantes, que ama robar. El objeto que más le gusta coleccionar son las monedas, ya que son redondas y brillantes. A Murkrow también le gustan las monedas y se las roba a Meowth. 
El nombre de Meowth probablemente viene de meow (miau), onomatopeya del maullido de los gatos, posiblemente por combinarlo con "mouth" (boca). Esto es apoyado en el dibujo animado; cada vez que Meowth dice algo rudo o desmoralizador a Jessie y James, Jessie usualmente exclama Shut your big Meowth! (esta frase se pierde en la traducción al español, al decirle: "¡Ya cierra la boca, Meowth!"). Es posible también que el nombre de Meowth es una aproximación al inglés de su nombre japonés (el cual puede ser romanizado como Nyarth), el cual es similarlmente derivado de la onomatopeya para el sonido que los gatos hacen, el cual es comúnmente denominado en japonés nyā.

## Características

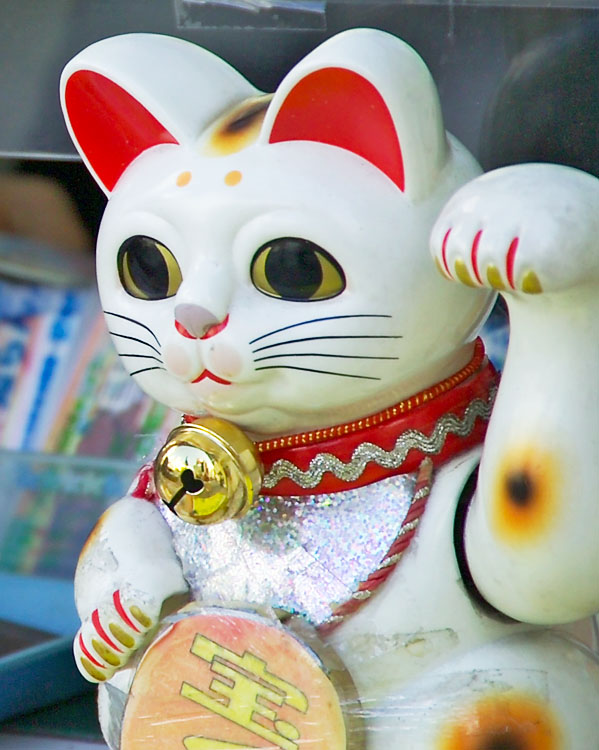
Meowth está inspirado en el gato de la fortuna maneki-neko

Meowth es uno de los pokémon más conocidos por formar parte del Team Rocket (Jessie, James y Meowth) y también es muy juguetón. Tiene aspecto de gato, un amuleto dorado en la frente y una cola enroscada.
Su evolución es Persian, aunque por instinto estas dos especies se odian. Eso podemos verlo en cómo se pone el Meowth del Equipo Rocket cuando le nombran al Persian del Jefe Giovanni, líder de dicha organización. Otra muestra es en un capítulo de la temporada Advance Battle cuando el Meowth en Botas de un chico llamado Tyson se niega a evolucionar, contemos con que quedó gravemente herido tras una batalla contra un Persian por el liderazgo del grupo de Meowths.
En el juego sus stats son equilibrados, puede usar tanto Ataque Físico como Especial. Su Velocidad es muy buena, pero sus Defensas no son muy impresionantes. Sus ataques básicos son relativamente débiles, pero se le puede mejorar con MT's (Máquinas Técnicas que enseñas ataques).
Tienen debilidad por los objetos brillantes y redondos, las almohadillas de sus patas son muy útiles para caminar sigilosamente y suele compartir su botín con otro Pokémon llamado Murkrow, un pájaro negro.
Por su tipo normal es inmune al tipo fantasma y débil ante el tipo lucha.
Datos del Pokédex
- Tipo: Normal
- Altura: 0.4 m.
- Peso: 4.2 kg.
- Grupo de Crianza: Prado
- Habilidad: Recogida, coge el objeto que tenga el oponente en una batalla, y Experto, puede potenciar sus ataques más débiles.[2]

## En el anime
Meowth hace su aparición en casi todos los episodios del anime por ser el compañero de los agentes del Team Rocket Jessie y James, los principales antagonistas de la serie. De hecho, desempeña un rol importante en el Equipo Rocket, dado que suele estar encargado de planear la mayoría de los atraques. Este Meowth es bastante notable porque tiene la habilidad de conversar en lenguaje humano, un rasgo que solo otros pocos Pokémon poseen, particularmente los Pokémon Legendarios. Meowth además tiene la habilidad de caminar en dos patas en vez de cuatro. Sin embargo, a diferencia de los Pokémon legendarios, Meowth tomó para sí mismo esos rasgos para impresionar a una Meowth hembra (quien fue atraída a la idea de ser amada por un humano). En la actualidad, a menudo sirve como un traductor para el Equipo Rocket, quien, por obvias razones, no puede entender lo que otros Pokémon dicen en el anime.
Antes de unirse al Equipo Rocket, tuvo una solitaria e infeliz vida. En ese tiempo era un Pokémon común, no hablaba, y caminaba en sus cuatro patas. La primera vez que fue feliz fue cuando se unió a un grupo de Meowths callejeros. Este grupo se mantenía cada día robando comida de una tienda, y siempre acababan siendo perseguidos por el dueño pero nunca atrapados. Meowth comenzó a querer ser un humano luego de ver a una Meowth hembra en un escaparate de una tienda. Lo primero que hizo fue aprender a caminar en dos patas, lo cual le causó problemas al comienzo ya que no podía mantenerse al paso de sus compañeros Meowth y era a menudo apaleado. Y después, repetía lo que otros humanos decían múltiples veces y leía libros con imágenes hasta que eventualmente aprendió a hablar.
El Meowth del Equipo Rocket tiene un profundo odio contra su evolución, Persian. Durante el episodio flashback de la vida de Meowth, Meowsy (la Meowth hembra por la cual él estaba enamorado) se enamoró de un Persian dejando su corazón roto. Su relación con Giovanni nunca recibe más atención que la de ser otro agente del Equipo Rocket y por el contrario, debido en parte a su preferencia por su Persian - A pesar del hecho que él es un tipo de Meowth que tiene la habilidad de hablar y pensar como un humano. Estas podrían ser las razones por las cuales el Meowth del Equipo Rocket tiene un profundo rencor contra los Persians y probablemente por ello se rehúsa a evolucionar en él.
Casi nunca Meowth participa en las batallas. Una notable excepción a esto es el episodio 50 del anime ("¿Quién se queda con Togepi? "), en el cual Meowth vence al Onix de Brock al que moja con un balde de agua y luego usa en el sus Golpes Furia. Meowth mencionó en el anime, luego que James le preguntara por qué no podía usar el Día de pago (un movimiento a menudo asociado con las especies de Meowth), que pasó mucho tiempo aprendiendo a hablar como humano que nunca tuvo suficiente tiempo para aprender movimientos de batalla. Meowth, en las raras ocasiones que está frustrado y molesto con Jessie y James, descarga sus Golpes Furia en ellos, sometiéndolos instantáneamente. Algunos otros ataques que el Meowth del Equipo Rocket ha podido realizar son técnicas como Cuchillada, Corte, Mordisco, Arañazo, Robo, Gruñido, y Embestida (Placaje). En general el Meowth del Equipo Rocket ha sido, la mayor parte del tiempo, inefectivo como Pokémon de batalla lo cual es porque raramente participa en ellas. Mayormente él hace los planes que involucran a Jessie y James y maneja la maquinaria para cumplir con sus tareas más que usar sus habilidades como un Pokémon.
En la versión japonesa, Meowth suele terminar varias palabras diciendo "Nya", probablemente por su nombre "Nyarth", o simplemente porque así se interpreta el maullo de un gato en Japón.
La personalidad de Meowth es algo diferente en las versiones del show (Japón y los EE. UU., de la cual se deriva la versión para Latinoamérica). En el doblaje americano, se le interpreta con un acento de Brooklyn y parece ser el hablador constante, dicho cambio permaneció en la versión al español para Latinoamérica, donde además (a mediados de la segunda temporada) comienza a dar pequeñas bromas y chistes locales (mayormente expresiones mexicanas) que lo hacen un tanto más entretenido y gracioso (junto al doblaje de James). En el original japonés, es muy calmado, con unas pocas muestras de filósofo/poeta (esto es confirmado en varios episodios donde se canta a sí mismo sobre sus propósitos). En japonés, este Meowth es interpretado por Inuko Inuyama mientras que en el doblaje al inglés, este rol lo cumplieron Maddie Blaustein y Jimmy Zoppi.
Otros Meowth han tendido apariciones en la serie, a menudo mucho más fuertes que el Meowth del Equipo Rocket. Un ejemplo fue el Meowth de Tyson, quien se viste como un vaquero o posiblemente "El Gato con Botas". A diferencia del Meowth del Equipo Rocket, este es muy fuerte, derrotando fácilmente al Meowth del Equipo Rocket y ayudando en la victoria de Tyson en la liga Hoenn.
Meowth apareció en el corto Gotta Dance en Jirachi Wish Maker, siendo el cerebro detrás de la fiesta. Es el protagonista de dos episodios de las Crónicas Pokémon, cuando él quiere cumplir sus sueños; y generalmente sus problemas son causados por los Hermanos Pichu, incluso en el corto de la tercera película de Pokémon.
Generalmente puede ser visto en los cortos de Pikachu antes de las películas, de vacaciones, y sin Jessie y James; pero eso no significa que no "lo manden a volar otra vez".
Comenzando en la región de Hoenn, Meowth produce elaboradas fantasías acerca del Equipo Rocket capturando a cualquier Pokémon que se presenta en el episodio, y recibiendo ascensos luego de presentárselos a Giovanni. Aunque los escenarios de Meowth llegan a ser cada vez más absurdos durante el transcurso de la serie, Jessie y James no obstante creen en los reclamos de que Giovanni querrá al a menudo no particularmente Pokémon raro en cuestión.

## Recepción
Meowth del Team Rocket ocupó el cuarto lugar en la lista de los 10 personajes principales de Nintendo de GameDaily que merecen sus propios juegos, describiéndolo como "adorable" y explicando que su inteligencia y habilidad para hablar le dieron a los escritores más profundidad que otros Pokémon. IGN declaró que sin el anime, el personaje no habría sido tan famoso, describiéndolo además como "probablemente la parte más divertida del espectáculo". Sin embargo, otro editor afirmó que también era popular entre las personas que nunca habían visto el anime debido a que era un felino. IGN también dijo que Meowth sería una buena elección como personaje jugable en Super Smash Bros. Brawl. "Si los desarrolladores de Brawl realmente quisieran mucha más representación de Pokémon como franquicia", afirmando también que "sería divertido enfrentarlo en la batalla como un verdadero luchador, solo para poder enviarlo despegando nuevamente", haciendo referencia a Meowth del Team Rocket, GamesRadar describió a Meowth como "no tan útil", y cuestionó si el Pokémon se habría destacado si no fuera por su representación en el anime.